# Neodorcadion fallax
Neodorcadion fallax là một loài bọ cánh cứng trong họ Cerambycidae.